# Wildstrubel
Wildstrubel är ett berg i Schweiz.   Det ligger i distriktet Obersimmental-Saanen och kantonen Bern, i den sydvästra delen av landet, 60 km söder om huvudstaden Bern. Toppen på Wildstrubel är 3 244 meter över havet.
Terrängen runt Wildstrubel är huvudsakligen bergig, men den allra närmaste omgivningen är kuperad. Närmaste större samhälle är Sierre, 12,0 km söder om Wildstrubel. 
Trakten runt Wildstrubel består i huvudsak av gräsmarker. Runt Wildstrubel är det ganska glesbefolkat, med 32 invånare per kvadratkilometer.